# Wesenberg, Mecklenburgische Seenplatte
Wesenberg là một thị xã ở huyện Mecklenburgische Seenplatte (trước thuộc huyện Mecklenburg-Strelitz), bang Mecklenburg-Western Pomerania, Đức. Waenberg có khoảng cách 11 km về phía tây nam của Neustrelitz.
Diện tích Wasenberg là 89,43 km2, dân số cuối năm 2006 là 3249 người.